# Touchdown (album de Bob James)
Albums de Bob James
Heads
(1977) Lucky Seven
(1979)
Touchdown est un album de Bob James. Il est disque d'or et contient le tube Angela qui était le thème de la série Taxi.

## Liste des titres
1. Angela (Theme from Taxi)
2. Touchdown
3. I Want To Thank You (Very Much)
4. Sun Runner
5. Caribbean Nights

## Musiciens
| - Earl Klugh Guitare, guitare acoustique - Bob James Piano, Piano électrique, Synthé, Claviers, Clavier Rhodes - Jerry Dodgion Saxophone alto, Flute - Alan Raph Trombone - Ron Tooley Trompette - Harry Lookofsky Violon - Theodore Israel Alto violon - Ron Carter Basse, Basse acoustique - Richard Sortomme Violon - Hiram Bullock Guitare, Guitare électrique, vocalises - Jon Faddis Trompette - Herbert Sorkin Violon - David Sanborn Saxophone, Saxophone alto - Mike Lawrence Trompette - Harvey Estrin Clarinette, Flute, Saxophone ténor - John Pintavalle Violon - Hubert Laws Flute - Idris Muhammad Batterie - Dave Bargeron Trombone - Harold Kohon Violon - Jonathan Abramowitz Contrebasse - Charles McCracken Contrebasse - Howard Glover "Johnny" Johnson Clarinette basse, saxophone baryton | - Max Ellen Violon - Diana Halprin Violon - Emanuel Vardi Violon alto - Jean R. Dane Violon alto - Howard Johnson Clarinette, Clarinette basse, saxophone baryton - Wayne Andre Trombone - Richard Locker Contrebasse - Eric Gale Guitare électrique - George Marge Cuivres, Flute - Matthew Raimondi Violon - Ralph MacDonald Percussion - Louis Gabowitz Violon - Harry Cykman Violon - Lewis Eley Violon - Sue Pray Violon alto - Randy Brecker Cuivres - Phil Bodner Flute, Saxophone alto - Mongo Santamaria Percussion - Steve Gadd Batterie - Seymour Barab Contrebasse - Jack Gale Trombone - Gary King Basse, Basse électrique - Richie Resnicoff Guitare acoustique |